# Jan Raiber

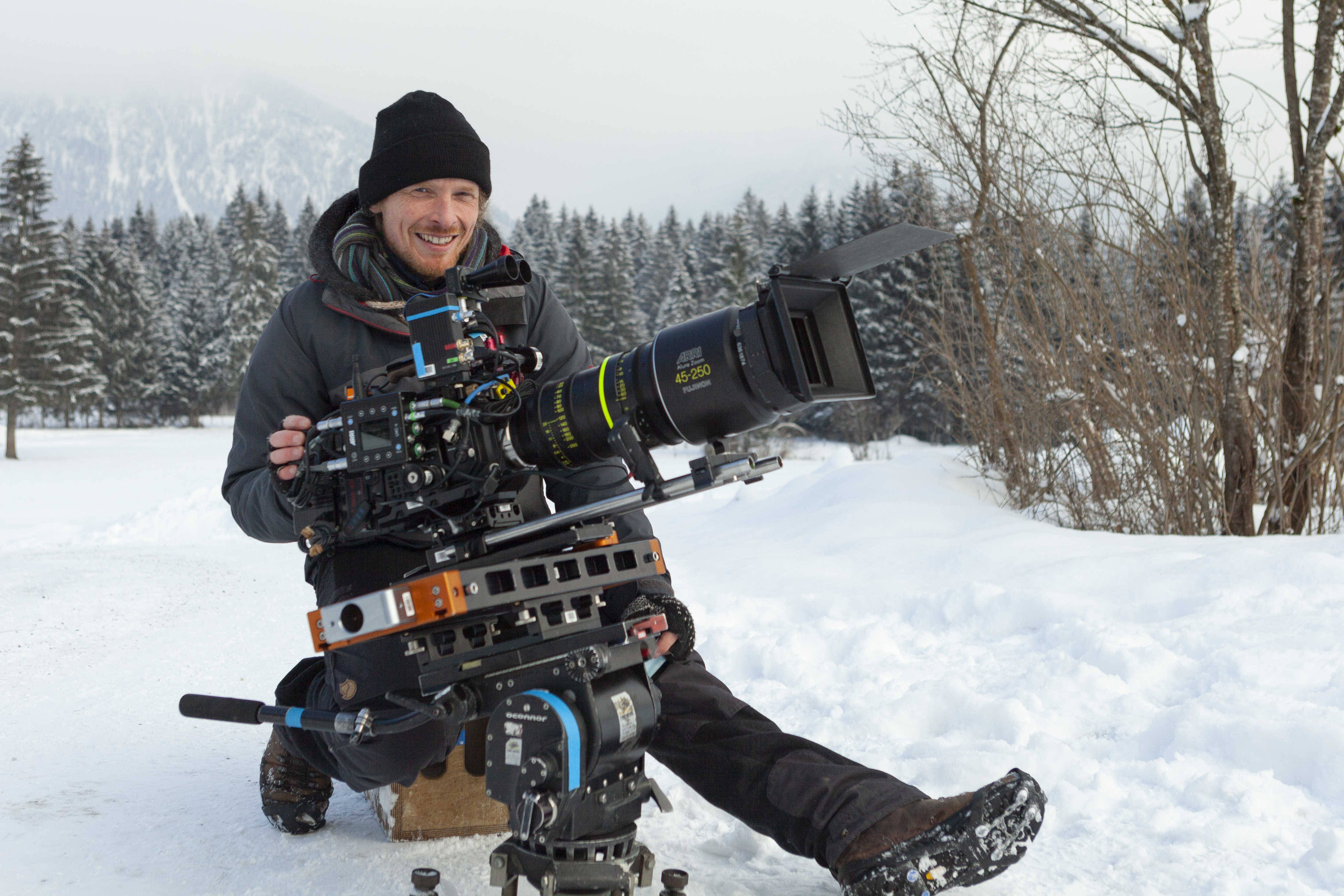
Jan Raiber (2021)

Jan Raiber (* 1980 in Nordhausen) ist ein deutscher Regisseur, Kameramann und Filmeditor.

## Leben
Jan Raiber ist der Adoptivsohn des Künstlers Jürgen Raiber. Schon als 12-jähriges Kind hat er sich für die analoge Fotografie begeistert. Nach dem Abitur leistete er seinen Zivildienst in einer „Förderschule für geistig und körperlich behinderte Kinder“ in Leipzig. Er absolvierte 2002 eine Ausbildung zum Film- und Videoeditor und studierte, nach dreijähriger freiberuflicher Tätigkeit als VFX-Artist und Colorist, an der Filmakademie Baden-Württemberg das Fach Regie für Dokumentarfilm.
Während des Studiums entstand der persönliche Dokumentarfilm Alle meine Väter, der 2010 auf der Berlinale Premiere und weltweit auf vielen Festivals Erfolg hatte. Seine Filme handeln in der Gegenwart und befassen sich mit persönlichen Entwicklungsprozessen der Protagonisten.
Seit 2001 arbeitet er regelmäßig als Kameramann für Kino und TV.
Nach dem Studium zog er sich fünf Jahre aus dem Filmgeschäft zurück und engagierte sich in bildungspolitischen Projekten.
2016 begann er sich auf 360°-Filme zu spezialisieren und hat 2019 für ein langes 360°-Dokumentarfilm-Projekt das Wim-Wenders-Stipendium bekommen. Seither ist er wieder als Kameramann, Filmeditor und Regisseur aktiv.
Jan Raiber lebt und arbeitet in Freiburg und Leipzig, er hat vier Kinder.

## Auszeichnungen (Auswahl für Regie)
- 2007 Publikumspreis – Leipzig Kurzsüchtig – für Philanthrop
- 2007 Jury-Hauptpreis – kontrast-Das Kurzfilmfestival in Bayreuth – für Philanthrop
- 2007 Publikumspreis – 8. Landshuter Filmfestival – für Philanthrop
- 2008 Prädikat: wertvoll – für Philanthrop
- 2008 Hauptpreis – Hobnox Evolution Contest – für Philanthrop
- 2010 nominiert – Berlinale, Internationale Filmfestspiele Berlin – für Alle meine Väter
- 2010 Bester Dokumentarfilm – Molisecinema Italien – für Alle meine Väter
- 2010 Filmpreis Dokumentarfilm – Filmschau Baden-Württemberg – für Alle meine Väter
- 2010 nominiert – IDFA Int’l Documentary Filmfestival Amsterdam – für Alle meine Väter
- 2010 Preis Univerciné international – Festivals de Cinéma Univerciné Nantes – für Alle meine Väter
- 2011 nominiert – Dokumentary Edge New Zealand – für Alle meine Väter
- 2011 im Programm des MoMA-New York – mit Alle meine Väter
- 2016 Dekalog-Filmpreis der Guardini-Stiftung – für Alle meine Väter
- 2019 Wim Wenders Stipendium der Filmstiftung NRW – für Black Forest Orange Tree[3]
- 2020 Stipendium der Kulturstiftung Sachsen – für Am Ende der Lebenszeit